# Майское (Белгородская область)
Ма́йское — село в Валуйском районе Белгородской области России. Входит в состав Рождественского сельского поселения.

## География
Село находится в юго-восточной части Белгородской области, в лесостепной зоне, в пределах юго-западной части Среднерусской возвышенности, на левом берегу реки Верхний Моисей, на расстоянии примерно 7 км (по прямой) к северо-северо-востоку (NNE) от города Валуйки, административного центра района. Абсолютная высота — 107 м над уровнем моря.
Климат
Климат характеризуется как умеренно континентальный. Средняя температура января −7,4 °C, средняя температура июля +20,3 °C. Годовое количество осадков составляет около 500 мм. Среднегодовое направление ветра юго-западное.
Часовой пояс
Село Майское, как и вся Белгородская область, находится в часовой зоне МСК (московское время). Смещение применяемого времени относительно UTC составляет +3:00.

## Население
| 2002 | 2010 |
| ---- | ---- |
| 44   | ↗46  |

Половой состав
По данным Всероссийской переписи населения 2010 года, в гендерной структуре населения мужчины составляли 41,3 %, женщины — соответственно 58,7 %.
Национальный состав
Согласно результатам переписи 2002 года, в национальной структуре населения русские составляли 91 %.

## Улицы
Уличная сеть села состоит из одной улицы (ул. 1 Мая).

## Известные уроженцы
- Кравченко, Фёдор Тихонович (1910—1966) — советский военнослужащий, капитан, Герой Советского Союза.